# Полквілл (Міссісіпі)
Полквілл (англ. Polkville) — селище (англ. village) в США, в окрузі Сміт штату Міссісіпі. Населення — 588 осіб (2020).

## Географія
Полквілл розташований за координатами 32°11′27″ пн. ш. 89°41′46″ зх. д. / 32.19083° пн. ш. 89.69611° зх. д. (32.190936, -89.695976).  За даними Бюро перепису населення США в 2010 році селище мало площу 44,48 км², уся площа — суходіл.

## Демографія
Згідно з переписом 2010 року, у місті мешкали 833 особи в 314 домогосподарствах у складі 232 родин. Густота населення становила 19 осіб/км².  Було 353 помешкання (8/км²).
Расовий склад населення:
| - 90,0 % — білих - 9,1 % — чорних або афроамериканців - 0,5 % — азіатів - 0,1 % — корінних американців |

До двох чи більше рас належало 0,2 %. Частка іспаномовних становила 0,2 % від усіх жителів.
За віковим діапазоном населення розподілялося таким чином: 24,0 % — особи молодші 18 років, 59,3 % — особи у віці 18—64 років, 16,7 % — особи у віці 65 років та старші. Медіана віку мешканця становила 37,0 року. На 100 осіб жіночої статі у місті припадало 97,9 чоловіків;  на 100 жінок у віці від 18 років та старших — 94,8 чоловіків також старших 18 років.
Середній дохід на одне домашнє господарство  становив 46 022 долари США (медіана — 32 344), а середній дохід на одну сім'ю — 51 999 доларів (медіана — 40 156). За межею бідності перебувало 30,6 % осіб, у тому числі 44,8 % дітей у віці до 18 років та 13,8 % осіб у віці 65 років та старших.
Цивільне працевлаштоване населення становило 278 осіб. Основні галузі зайнятості: виробництво — 24,1 %, освіта, охорона здоров'я та соціальна допомога — 21,6 %, сільське господарство, лісництво, риболовля — 10,4 %, науковці, спеціалісти, менеджери — 10,1 %.